# Náhodný turista
Náhodný turista (angl. The Accidental Tourist) je romantické drama režiséra Lawrence Kasdana z roku 1988 s Williamem Hurtem v hlavní roli. Snímek byl natočen na motivy stejnojmenného románu spisovatelky Anne Tyler, oceněného Národní cenou literárních kritiků. Tento křehký film se stal jedním z nejúspěšnějších v daném roce a byl nominován na Oscara ve čtyřech kategoriích, včetně nejlepšího filmu. Cenu nakonec získala Geena Davis v kategorii nejlepší ženský herecký výkon ve vedlejší roli. 

## Děj
Uzavřený Macon Leary (William Hurt) žije v Baltimoru, ve státě Maryland, a živí se jako spisovatel cestovních průvodců. Jeho díla jsou určena převážně cestujícím, kteří tráví hodně času na služebních cestách a cítí se nepohodlně. Se svojí ženou Sarah (Kathleen Turner) se už rok snaží vyrovnat s tragickou smrtí jejich syna. Po Maconovém návratu ze služební cesty se Sarah rozhodne sdělit mu, že se chce rozvést, a že si našla byt, do kterého se chce odstěhovat. 
Když Macon jednoho dne odnese svého psa Edwarda do útulku, poněvadž se o něj nemá kdo postarat v době jeho nepřítomnosti, seznámí se tam s excentrickou cvičitelkou psů Muriel (Geena Davis). Nabízí mu pomoc a své služby. Macon to nejdříve odmítá. V suterénu svého domu se mu stane nehoda a zlomí si nohu. Jelikož je odkázaný na pomoc, odstěhuje se na čas ke svým nekonvenčním sourozencům Rose (Amy Wright), Portera (David Ogden Stiers) a Charlese (Ed Begley Jr.). Večery tráví podivnými společenskými hry a ignorováním jakýchkoliv telefonátů a návštěv. Jednoho dne se u dveří objeví Maconův vydavatel Julian (Bill Pullman) a mezi ním a Rose to zajiskří. 
Macon se po týdnech váhání a nezvládání psa rozhodne přijmout pomoc Muriel a ona začne Edwarda cvičit. Vytváří se mezi nimi nové pouto. Macon se ze začátku brání seznámení s Alexem (Robert Hy Gorman), synem Muriel, nakonec šarmu obou podlehne. Macon tráví v ošuntělém bytě Muriel čím více času a s Alexem chodí nakupovat a na výlety. Vztah se hluboce rozvíjí i mezi Rose a Julianem, kteří se rozhodnout vzít. Jako družička má jít Sarah, bývalá švagrová nevěsty. Po ročním odloučení Sarah zjišťuje, že by se ráda k Maconovi vrátila. On se nedokáže rozhodnout, ale pak zvolí opuštění ztřeštěné Muriel a návrat do svého velkého domu.
Při jedné cestě do Paříže se v letadle objeví Muriel. Nejenže cestuje stejným letem, ale v Paříži se pak ubytuje i ve stejném hotelu jako Macon. Snaží se ho pozvat na večeři, ale on odmítá. Jednou v noci opět doplatí na nešikovnost a po bolestech v zádech zůstane upoután na lůžku. Manželka Sarah přiletí ze Států, aby se mohla o něj postarat. Pár dnů mu podává léky, ale jedno odpoledne se napjatá atmosféra projeví v hádce. Sarah totiž zjistila, že Muriel bydlí ve stejném hotelu a začne obviňovat Macona. Ten si uvědomí, že už s ní nechce žít. A tak se rozhodne pro společný život s Muriel a jejím synem. Film končí scénkou, ve které jede na letiště Macon v taxíku, když v tom spatří Muriel. Požádá taxikáře, aby zastavil.

## Obsazení
| William Hurt       | Macon Leary         |
| Kathleen Turner    | Sarah Leary         |
| Geena Davis        | Muriel Pritchett    |
| Robert Hy Gorman   | Alexander Pritchett |
| Bill Pullman       | vydavatel Julian    |
| Amy Wright         | Rose Leary          |
| David Ogden Stiers | Porter Leary        |
| Ed Begley Jr.      | Charles Leary       |

## Zajímavosti
Interiéry filmu se natáčely ve studiích Warner Bros. v Los Angeles. Exteriéry pak ve městech Baltimore, Paříž a Londýn. 
Geena Davis při natáčení filmu Moucha předčítala právě knihu Náhodný turista od Anne Tyler kolegovi a pozdějšímu manželovi Jeffu Goldblumovi, který musel hodiny sedět v maskérně.

## Ocenění

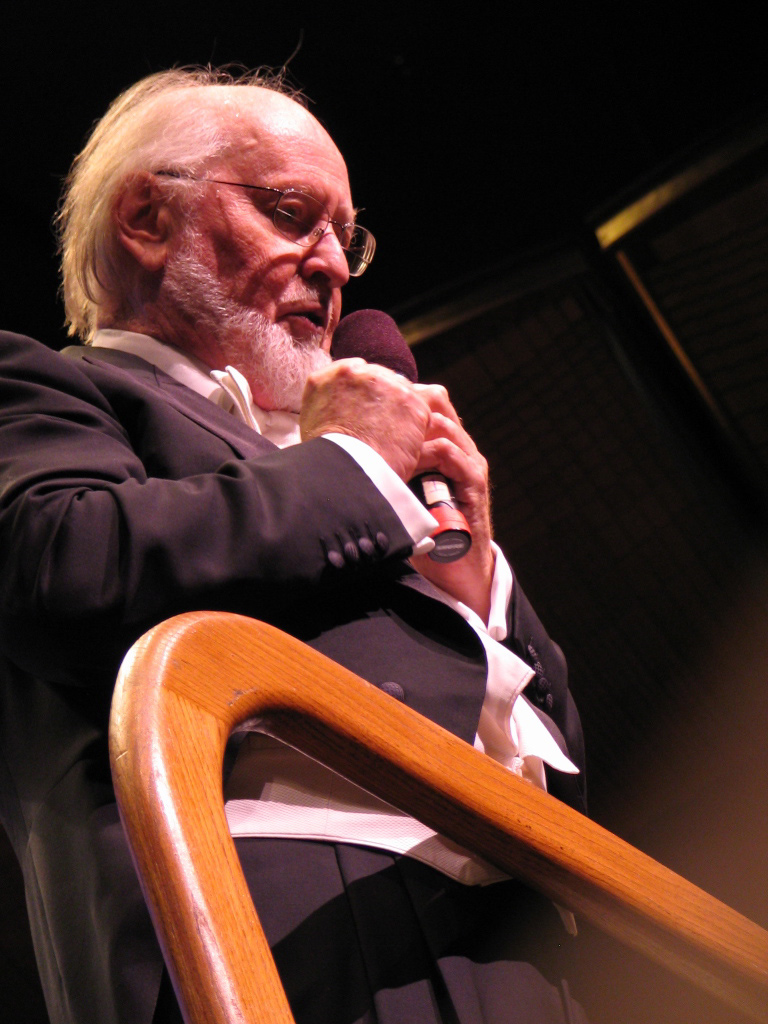
Hudbu k filmu složil John Williams

### Oscar
- Nejlepší vedlejší herečka - Geena Davis (cena)
- Nejlepší film - Michael Grillo, Lawrence Kasdan, Charles Okun (nominace)
- Nejlepší adaptovaný scénář - Frank Galati, Lawrence Kasdan (nominace)
- Nejlepší hudba - John Williams (nominace)

### Zlatý glóbus
- Nejlepší film - Michael Grillo, Lawrence Kasdan, Charles Okun (nominace)
- Nejlepší hudba - John Williams (nominace)

### BAFTA
- Nejlepší adaptovaný scénář - Frank Galati, Lawrence Kasdan (nominace)